# Parapriacanthus
Parapriacanthus es un género de peces de la familia Pempheridae, del orden Perciformes. Este género marino fue descrito científicamente en 1870 por Franz Steindachner.

## Especies
Especies reconocidas del género:
- Parapriacanthus argenteus (von Bonde, 1923)
- Parapriacanthus darros J. E. Randall & Bogorodsky, 2016
- Parapriacanthus dispar (Herre, 1935)
- Parapriacanthus elongatus (McCulloch, 1911)
- Parapriacanthus guentheri (Klunzinger, 1871)
- Parapriacanthus kwazulu J. E. Randall & Bogorodsky, 2016
- Parapriacanthus marei Fourmanoir, 1971
- Parapriacanthus punctulatus J. E. Randall & Bogorodsky, 2016
- Parapriacanthus rahah J. E. Randall & Bogorodsky, 2016
- Parapriacanthus ransonneti Steindachner, 1870
- Parapriacanthus sharm J. E. Randall & Bogorodsky, 2016